# Herghelie

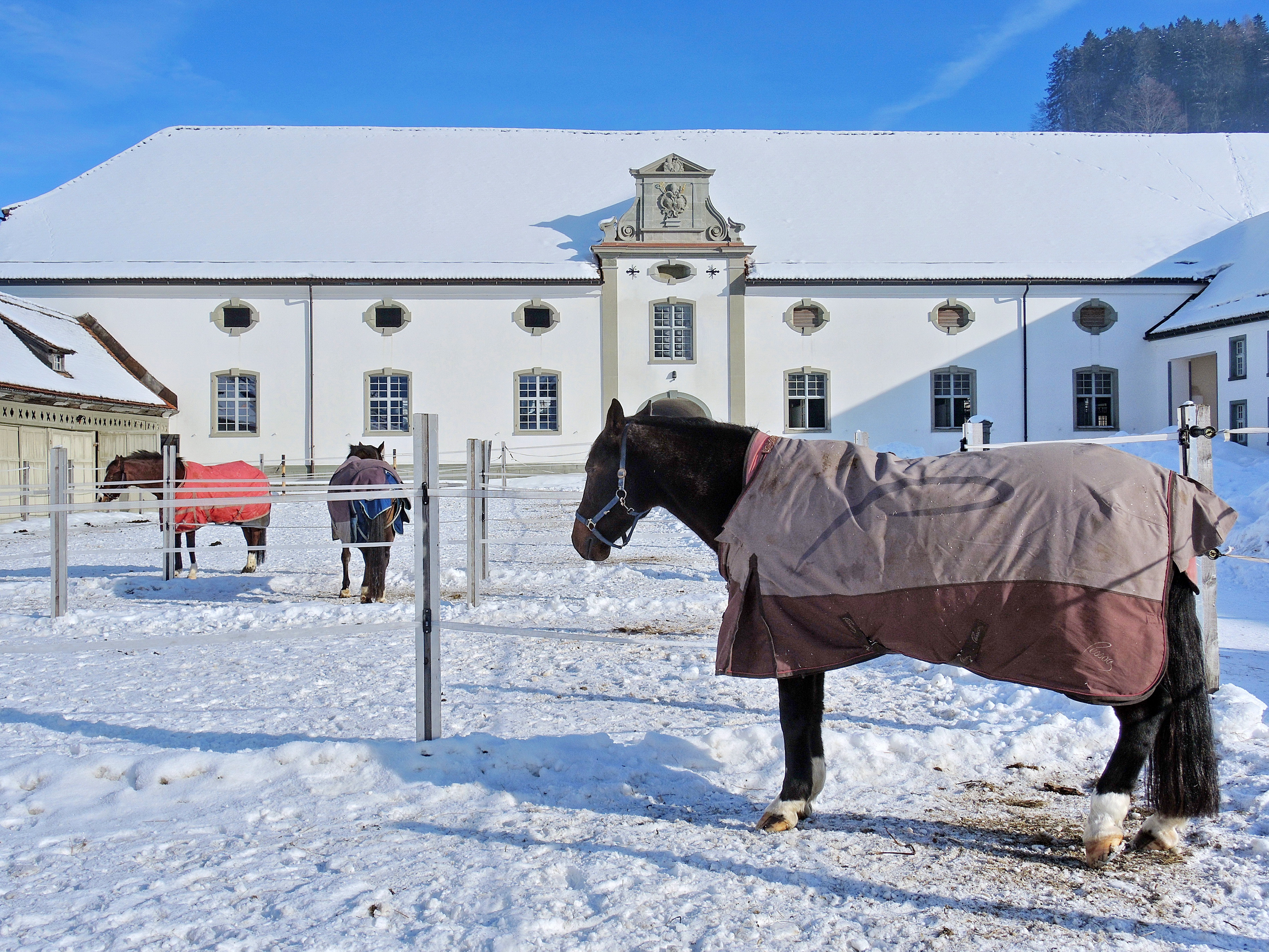
Herghelia Mănăstirii Einsiedeln, cea mai veche herghelie atestată din lume (1064)

Herghelia este o crescătorie de cai, alcătuită din animale de reproducere (iepe și armăsari) și tineret de diferite vârste.
Aici se cresc rase de cai perfecționate pentru diverse scopuri (echitație, agricultură, armată sau divertisment).
Cea mai veche herghelie din Europa, care și astăzi mai funcționează, este cea din cadrul abației Einsiedeln, Elveția, înființată în 1064.
În România, cea mai veche unitate de acest gen este Herghelia Lucina din Bucovina.
Înființată în 1792, sub egida Ministerului Armatei Austro-Ungare, instituția a crescut în special calul Huțul.